# TRAPPIST-1b
TRAPPIST-1b, também designado como 2MASS J23062928-0502285 b, é um exoplaneta, possivelmente rochoso, orbitando em torno da estrela anã ultra-fria TRAPPIST-1, localizado a aproximadamente 39 anos-luz (12 parsecs) de distância, na constelação de Aquarius. O planeta foi detectado utilizando o método de trânsito, onde um planeta escurece a luz de sua estrela quando passa em frente a ela. Ele foi anunciado pela primeira vez em 2 de maio de 2016. No dia 23 de fevereiro, 2017, juntamente com quatro novos planetas anunciados no sistema, parâmetros físicos mais precisos para TRAPPIST-1b foram determinados.
As observações do Telescópio Espacial Hubble em 4 de maio de 2016 mostraram que os planetas b e c têm atmosferas compactas e terrestres. TRAPPIST-1b e seu planeta irmão são apenas dois dos três planetas do tamanho da Terra com atmosfera descoberta, sendo o outro GJ 1132b.

## Características

### Massa, raio e temperatura
TRAPPIST-1b é um planeta do tamanho da Terra, o que significa que o seu raio e a massa são semelhantes aos da Terra. O planeta tem seu raio 1.086 vezes maior que a Terra, com um erro de apenas cerca de 223 quilômetros. Sua massa foi determinada pela observação da forma como a massa do planeta afeta as órbitas dos outros planetas. Estes são conhecidos como Variações de Timing de Trânsito. Dados do TTV sobre o sistema TRAPPIST-1 mostra que TRAPPIST-1b tem uma massa de cerca de 0.86 vezes maior que a Terra; no entanto, novas medições falam que o valor é de 0,79±0.27 massas terrestres. Usando a massa e o raio, a densidade de TRAPPIST-1b pode ser de 3.401±1.16 g/cm^3, com a sua gravidade, sendo 66.89% a da Terra. A massa e a densidade do planeta são anormalmente baixos para um objeto desse raio, sugerindo uma composição com pouco ou nenhum ferro, ou com um volume de massa composta de água (10-20%).
Devido à proximidade de sua estrela, TRAPPIST-1b é o planeta mais quente do sistema. No entanto, se TRAPPIST-1 é tão fraca, a temperatura do planeta é apenas cerca de 400.1°K (126.95°C, ou 260.51°F). Isso é frio o suficiente para TRAPPIST-1b reter uma atmosfera significativa, mas muito quente para a vida como a conhecemos ou água líquida, a menos que seja mantido líquido pela pressão atmosférica.

### Espectro da TRAPPIST-1 b e c
O espectro de transmissão combinado da TRAPPIST-1 b e c faz com que uma nuvem de hidrogênio livre na atmosfera domine cada planeta, então é pouco provável que eles tenham uma atmosfera estendida. Outras atmosferas, a partir de um nuvens de vapor de água da atmosfera para uma atmosfera com a de Vênus, continuam consistentes com o espectro inexpressivo.

## Habitabilidade
Durante a formação do sistema é possível que a perda de água durante o período pré-HZ tenha ocorrido. Estima-se que TRAPPIST-1b e TRAPPIST-1c podem ter perdido quinze oceanos comparando com a Terra, possivelmente comprometendo a sua habitabilidade. No entanto, TRAPPIST-1d e os outros planetas são susceptíveis de ter sido capaz de manter água líquida para sustentar a vida, aumentando as chances de esses planetas sejam potencialmente habitáveis. Além disso, a baixa densidade de TRAPPIST-1b sugere uma composição de até 10-20% de água, o que significa que não seria demais para ser completamente evaporado, mas o que a alta temperatura do planeta faz é deixar a água em um estado super-crítico. Tal água quente pode fazer o gênesis da vida impossível.